# Субарджо, Ахмад
Раден Ахмад Субарджо Джойоадисурьо (индон. Raden Achmad Soebardjo Djojoadisoerjo), более известный как Ахмад Субарджо (индон. Achmad Soebardjo) — индонезийский политический деятель и дипломат. Министр иностранных дел Индонезии в 1945 и в 1951-1952 годах. Национальный герой Индонезии.

## Биография
Ахмад Субарджо родился 23 марта 1896 года в деревне Телук-Джамбе (индон. Teluk Jambe), округ Караванг, Западная Ява. Его отца звали Теуку Мухаммад Юсуф (индон. Teuku Muhammad Yusuf),  он был местным начальником полиции и имел ачехские корни; дед Ахмада служил улемом в Пиди. Мать Ахмада, Вардина (индон. Wardinah), была дочерью Чамата (главы поселения) в Телукагунге, Чиребон, и имела смешанное яванско-бугийское происхождение . Изначально получил от отца имя Тенку Абдул Манаф (индон. Teuku Abdul Manaf), но мать настояла на изменении имени на Ахмад Субарджо. Компонент Джойоадисурьо (индон. Djojoadisoerjo) он добавил к своему имени после того, как был помещен в тюрьму города Понорого за участие в попытке государственного переворота, произошедшей 3 июля 1946 года.
Получил среднее образование в высшей гражданской школе в Джакарте, окончив её в 1917 году. Проходил обучение в Лейденском университете, получив в 1933 году степень магистра права.
Будучи студентом, принимал активное участие в борьбе за независимость Индонезии через несколько организаций, состоял в националистической организации Jong Java и Ассоциации индонезийских студентов в Нидерландах (индон. Persatuan Mahasiswa Indonesia di Belanda). Вместе с Мохаммадом Хаттой представлял Индонезию на конгрессах Антиимпериалистической лиги в Брюсселе (феврале 1927 года) и Франкфурте-на-Майне (1929 год). После возвращения в Индонезию вошёл в состав Исследовательского комитета по подготовке индонезийской независимости.
17 августа 1945 года Субарджо был назначен министром иностранных дел в Президентском кабинете. Вторично занимал этот пост с 1951 по 1952 годы в Кабинете Сукимана. Был членом партии Машуми. С 1957 по 1961 годы работал послом Индонезии в Швейцарии. После ухода с дипломатической службы занимался преподавательской работой, был профессором истории и дипломатии на литературном факультете Университета Индонезия.
15 февраля 1978 года Субарджо скончался в госпитале компании Pertamina, расположенном в джакартском районе Кебайоран-Бару от гриппа, давшего осложнения. Он был похоронен в своём загородном доме в Чипаюнге, Богор. 

## Награды
- Национальный герой Индонезии (2009)[5][6];
- Орден «Звезда Республики Индонезии» 3-й степени (1992)[7];
- Орден «Звезда Махапутра» 2-й степени.